# أوبرهوف (ألمانيا)
اوبرهوف ألمانيا (بالألمانية: Oberhof, Germany) هي بلدة ألمانية و town with fewer than five thousand inhabitants تقع في ألمانيا في Schmalkalden-Meiningen. يقدر عدد سكانها بـ 1,673 نسمة .

## المدن التوأمة
مدن ليلهامر، فينتربرغ و باد نوياشتات آن در زاله هي مدن توأمة لـاوبرهوف ألمانيا.